# Erica Alfridi
Erica Alfridi, née le 22 février 1968 à Tregnago, est une athlète italienne spécialiste de la marche athlétique.
Elle remporte la Coupe du monde de marche en 2002.

## Palmarès

### Jeux olympiques
- Jeux olympiques de 2000 à Sydney (Australie)
  - 4e sur 20 km

### Championnats du monde d'athlétisme
- Championnats du monde d'athlétisme de 1997 à Athènes (Grèce)
  - 5e sur 10 km
- Championnats du monde d'athlétisme de 1999 à Séville (Espagne)
  - 6e sur 20 km
- Championnats du monde d'athlétisme de 2001 à Edmonton (Canada)
  - 4e sur 20 km marche

### Championnats d'Europe d'athlétisme
- Championnats d'Europe d'athlétisme de 1998 à Budapest (Hongrie)
  -  Médaille d'argent sur 20 km marche
- Championnats d'Europe d'athlétisme de 2002 à Munich (Allemagne)
  -  Médaille de bronze sur 20 km marche